# Mudanças climáticas e pesca

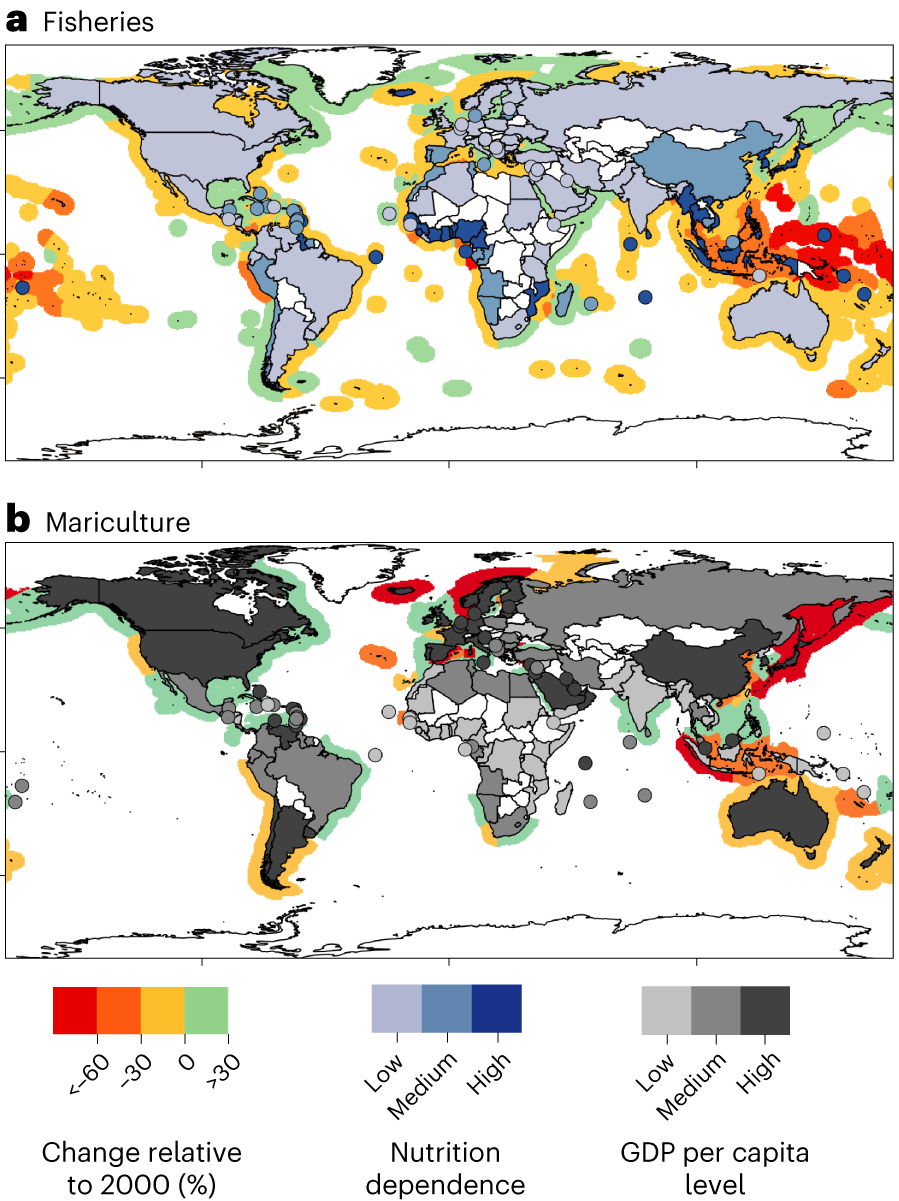
No cenário de maior emissão, muitos países veriam reduções substanciais nos frutos do mar disponíveis nas zonas econômicas exclusivas até 2050.

Os ecossistemas aquáticos marinhos estão sendo afetados pelo aumento da temperatura dos oceanos, pela acidificação dos oceanos e pela desoxigenação dos oceanos, enquanto os ecossistemas de água doce estão sendo afetados por mudanças na temperatura e no fluxo da água e pela perda de habitat dos peixes. Esses efeitos variam de acordo com o contexto de cada pescaria. As mudanças climáticas estão modificando a distribuição dos peixes e a produtividade das espécies marinhas e de água doce. Espera-se que as mudanças climáticas levem a alterações significativas na disponibilidade e no comércio de produtos pesqueiros [en]. As consequências geopolíticas e econômicas serão significativas, especialmente para os países mais dependentes do setor. As maiores reduções no potencial máximo de captura podem ser esperadas nos trópicos, principalmente nas regiões do Pacífico Sul.
Os impactos das mudanças climáticas nos sistemas oceânicos afetam a sustentabilidade da pesca e da aquicultura, os meios de subsistência das comunidades que dependem da pesca e a capacidade dos oceanos de capturar e armazenar carbono (bomba biológica). O efeito do aumento do nível do mar significa que as comunidades pesqueiras costeiras sofrem um impacto significativo das mudanças climáticas, enquanto a mudança nos padrões de chuva e o impacto do uso da água afetam a pesca e a aquicultura de água doce no interior. O aumento dos riscos de enchentes, doenças, parasitas e proliferação de algas nocivas são impactos das mudanças climáticas na aquicultura que podem levar a perdas de produção e infraestrutura.
A projeção é de que “a mudança climática diminua a biomassa da comunidade global de peixes modelada em até 30% até 2100”.

## Efeitos da mudança climática nos oceanos

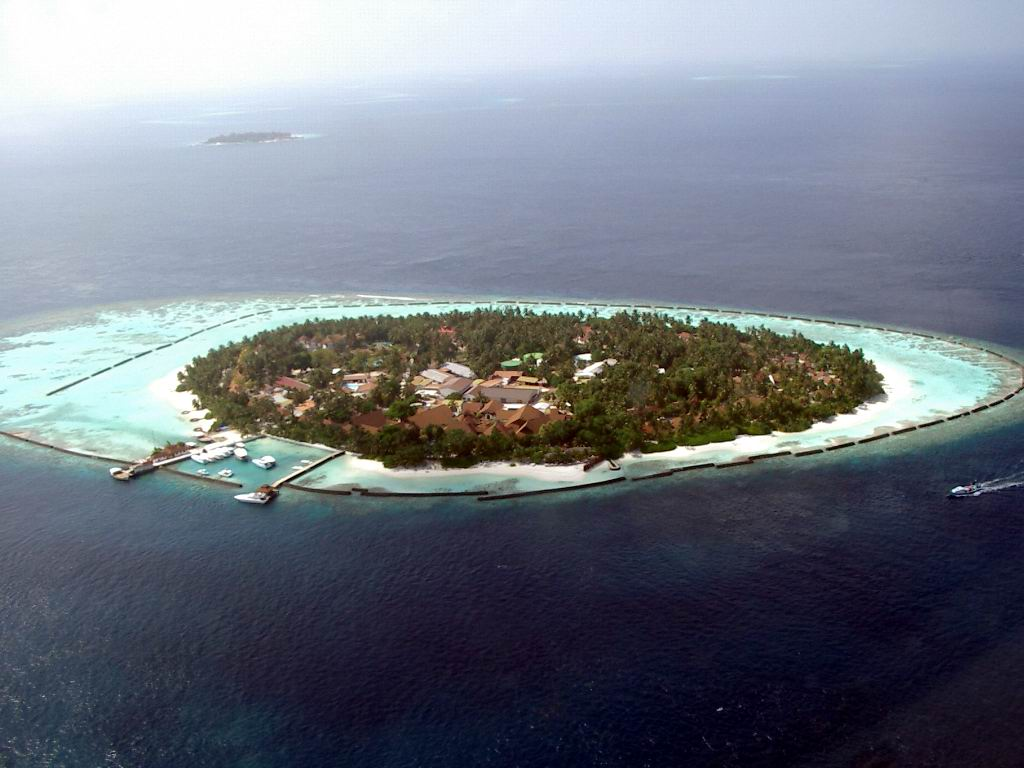
Ilha com en nas Maldivas. Os recifes de coral estão morrendo em todo o mundo.

Os oceanos e os ecossistemas costeiros [en] desempenham um papel importante no ciclo global de carbono e no sequestro de carbono. O aumento da temperatura dos oceanos e a acidificação dos oceanos são resultados de níveis mais altos de gases de efeito estufa na atmosfera. Ecossistemas oceânicos saudáveis são essenciais para a mitigação da mudança climática. Os recifes de coral fornecem habitat para milhões de espécies de peixes e, sem nenhuma mudança, isso pode provocar a morte desses recifes. Além disso, o aumento do nível do mar também afeta outros ecossistemas, como manguezais e pântanos, fazendo com que eles sofram com a falta de terra e de interior para migrar.
Há muitos efeitos das mudanças climáticas nos oceanos. Um dos mais importantes é o aumento de suas temperaturas.  Ondas de calor marinhas mais frequentes têm relação com isso. O aumento da temperatura contribui para a elevação do nível do mar devido à expansão da água à medida que ela se aquece e ao derretimento das camadas de gelo na terra. Outros efeitos sobre os oceanos incluem o declínio do gelo marinho [en], a redução dos valores de pH e dos níveis de oxigênio, bem como o aumento da estratificação oceânica [en]. Tudo isso pode levar a mudanças nas correntes oceânicas, como, por exemplo, o enfraquecimento da circulação meridional de capotamento do Atlântico (AMOC). A principal causa destas mudanças são as emissões de gases de efeito estufa provenientes de atividades humanas, principalmente a queima de combustíveis fósseis e o desmatamento. O dióxido de carbono e o metano são exemplos de gases de efeito estufa. O efeito estufa adicional leva ao aquecimento dos oceanos porque eles absorvem a maioria do calor adicional no sistema climático. Os oceanos também absorvem parte do dióxido de carbono extra presente na atmosfera. Isso faz com que o valor do pH da água do mar caia. Os cientistas estimam que o oceano absorve cerca de 25% de todas as emissões de CO2 causadas pelo ser humano.
As várias camadas dos oceanos possuem temperaturas diferentes. Por exemplo, a água é mais fria no fundo do oceano. Essa estratificação de temperatura aumentará à medida que a superfície do oceano se aquece devido ao aumento da temperatura do ar.:471 Associado a isso, há um declínio na mistura das camadas oceânicas, de modo que a água quente se estabiliza perto da superfície. Segue-se uma redução da circulação de águas frias e profundas. A diminuição da mistura vertical dificulta a absorção de calor pelo oceano. Portanto, uma parcela maior do aquecimento futuro vai para a atmosfera e para a terra. Um dos resultados é um aumento na quantidade de energia disponível para ciclones tropicais e outras tempestades. Outro resultado é uma diminuição dos nutrientes para os peixes nas camadas superiores do oceano. Estas mudanças também reduzem a capacidade do oceano de armazenar carbono. Simultaneamente, os contrastes de salinidade estão aumentando. As áreas salgadas estão se tornando mais salgadas e as áreas mais doces, menos salgadas.

## Emissão de gases do efeito estufa
O setor da indústria pesqueira contribui pouco para as emissões de gases de efeito estufa em geral, mas, ainda assim, há opções para reduzir o uso de combustível e as emissões de gases de efeito estufa. Por exemplo, cerca de 0,5% do total das emissões globais de CO2 em 2012 foram causadas por embarcações pesqueiras (incluindo embarcações terrestres): 172,3 milhões de toneladas de CO2. Ao analisar o setor de aquicultura, estimou-se que 385 milhões de toneladas de CO2 equivalente (CO2 e) foram emitidas em 2010. Isso equivale a cerca de 7% das emissões da agricultura.

## Impacto na produção de peixes

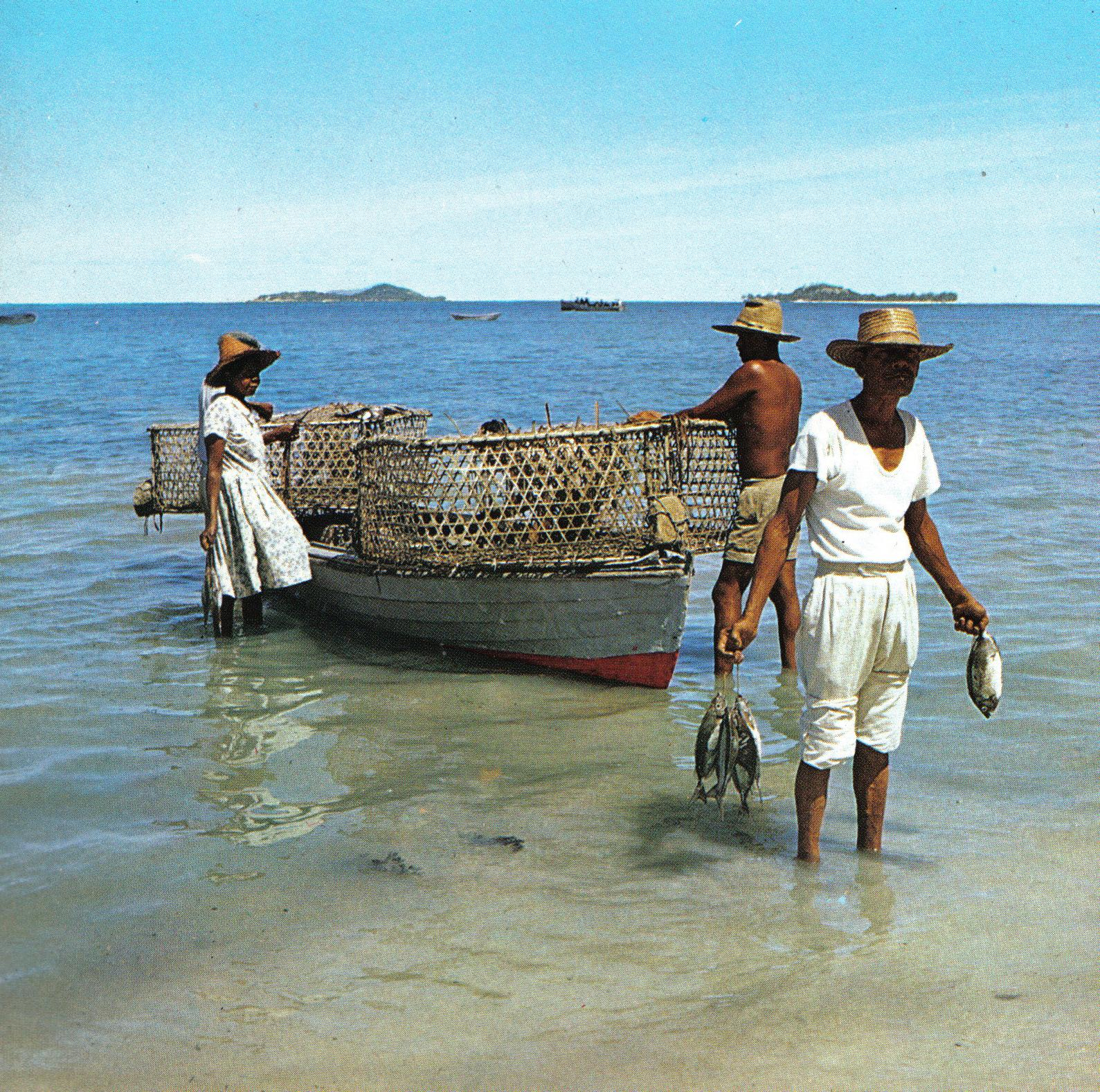
Pescador desembarcando seu pescado, Seicheles

O aumento da acidez do oceano torna mais difícil para os organismos marinhos, como camarões, ostras ou corais, formarem suas conchas - um processo conhecido como calcificação. Muitos animais importantes, como o zooplâncton, que forma a base da cadeia alimentar marinha, têm conchas de cálcio. Assim, toda a rede alimentar marinha está sendo alterada - há “rachaduras na cadeia alimentar”. Como resultado, a distribuição, a produtividade e a composição de espécies da produção global de peixes [en] estão mudando, gerando impactos complexos e inter-relacionados nos oceanos, estuários, recifes de coral, mangues e leitos de grama marinha que fornecem habitats e áreas de berçário para os peixes. A mudança nos padrões de precipitação e a escassez de água estão afetando a pesca em rios e lagos e a produção de aquicultura. Após o Último Máximo Glacial, há cerca de 21.000 anos, a temperatura média global do ar aumentou aproximadamente 3 graus, levando a um aumento na temperatura do mar.
Espera-se que a captura de peixes no oceano global diminua em 6% até 2100 e em 11% nas zonas tropicais. Diversos modelos preveem que, até 2050, o potencial total de captura global de peixes poderá variar em menos de 10%, dependendo da trajetória das emissões de gases de efeito estufa, mas com uma variabilidade geográfica muito significativa. Prevêem-se reduções na produção marinha e terrestre em quase 85% dos países costeiros analisados, variando amplamente em sua capacidade nacional de adaptação.
Espera-se que as populações de peixes do atum gaiado e do atum patudo sejam deslocadas ainda mais para o leste devido aos efeitos da mudança climática sobre as temperaturas e correntes oceânicas. Isso deslocará os locais de pesca para as ilhas do Pacífico e para longe de seu principal proprietário, a Melanésia, perturbando as fábricas de conservas do Pacífico ocidental, mudando a produção de atum para outro lugar e tendo um efeito incerto sobre a segurança alimentar.
As espécies que são pescadas em excesso, como as variantes do bacalhau do Atlântico, são mais suscetíveis aos efeitos das mudanças climáticas. As populações sobrepescadas têm menos tamanho, diversidade genética e idade do que outras populações de peixes, o que as torna mais suscetíveis a estresses relacionados ao ambiente, inclusive os resultantes das mudanças climáticas. No caso do bacalhau do Atlântico localizado no Mar Báltico, que está estressado perto de seus limites superiores, isso pode levar a consequências relacionadas ao tamanho médio e ao crescimento da população.
Devido às mudanças climáticas, a distribuição do zooplâncton mudou. As assembleias de copépodes de águas frias se deslocaram para o norte porque as águas estão ficando mais quentes e foram substituídas por assembleias de copépodes de águas quentes, porém com uma biomassa menor e algumas espécies pequenas. Esse movimento de copépodes pode ter grandes impactos em muitos sistemas, especialmente em peixes de alto nível trófico. Por exemplo, o bacalhau do Atlântico exige uma dieta de copépodes grandes, mas como eles se deslocaram para o polo, as taxas de mortalidade são altas e, como resultado, o recrutamento desse bacalhau despencou.
O aumento da temperatura da água como resultado da mudança climática alterará a produtividade dos ecossistemas aquáticos. Por exemplo, os grandes peixes predadores que precisam de água fria podem ser eliminados de lagos menores à medida que a temperatura da superfície da água se aquece, e isso pode causar indiretamente mais florescimentos de algas incômodas, o que pode reduzir a qualidade da água e causar possíveis problemas de saúde.

## Impacto nas comunidades pesqueiras

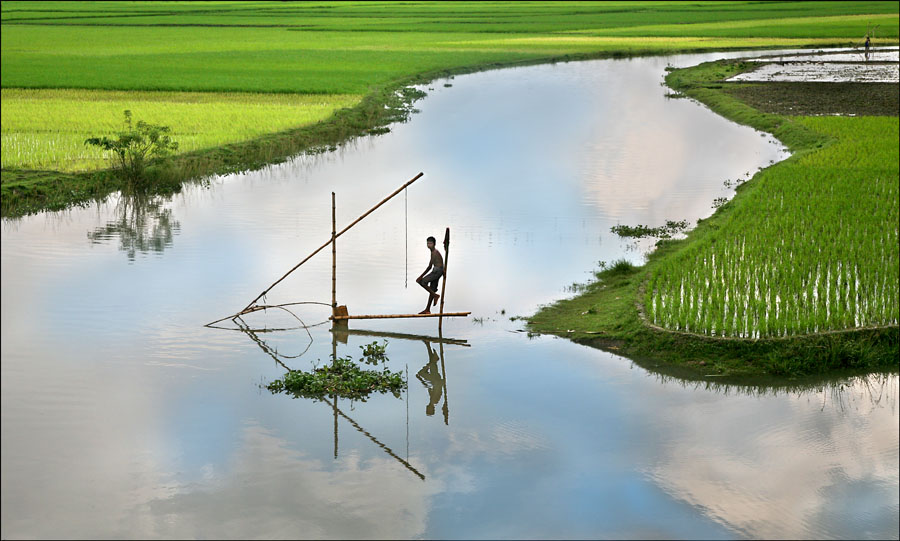
Pescando com uma rede de elevação em Bangladesh. As comunidades pesqueiras costeiras de Bangladesh são vulneráveis a inundações decorrentes do aumento do nível do mar.

As populações costeiras e pesqueiras e os países dependentes da pesca são particularmente vulneráveis às mudanças climáticas. Países de baixa altitude, como as Maldivas e Tuvalu, são particularmente vulneráveis e comunidades inteiras podem se tornar os primeiros refugiados do clima. As comunidades pesqueiras de Bangladesh estão sujeitas não apenas ao aumento do nível do mar, mas também a inundações e ao aumento de tufões. As comunidades pesqueiras ao longo do rio Mekong produzem mais de 1 milhão de toneladas de peixe panga por ano, e os meios de subsistência e a produção de peixes sofrerão com a intrusão de água salgada [en] resultante do aumento do nível do mar e das barragens. Na zona rural do Alasca, os moradores das aldeias Noatak e Selawik enfrentam condições climáticas imprevisíveis, mudanças na abundância e no movimento dos peixes e alterações no acesso a barcos devido às mudanças climáticas. Esses impactos afetam significativamente a sustentabilidade e as práticas de subsistência.
A pesca e a aquicultura contribuem significativamente para a segurança alimentar e os meios de subsistência. O peixe fornece nutrição essencial para 3 bilhões de pessoas e pelo menos 50% da proteína animal e dos minerais para 400 milhões de pessoas dos países mais pobres. Essa segurança alimentar está ameaçada pelas mudanças climáticas e pelo aumento da população mundial. A mudança climática altera vários parâmetros da população pesqueira: disponibilidade, estabilidade, acesso e utilização. Os efeitos específicos da mudança climática sobre esses parâmetros variam muito, dependendo das características da área, com algumas áreas se beneficiando da mudança nas tendências e outras sendo prejudicadas com base nos fatores de exposição, sensibilidade e capacidade de resposta a essas mudanças. A falta de oxigênio em águas mais quentes possivelmente levará à extinção de animais aquáticos
A segurança alimentar mundial pode não sofrer alterações significativas, mas as populações rurais e pobres seriam afetadas de forma desproporcional e negativa com base nesses critérios, pois não têm os recursos e a mão de obra para mudar rapidamente sua infraestrutura e se adaptar. Em Bangladesh, Camboja, Gâmbia, Gana, Serra Leoa ou Sri Lanka, a dependência de peixes para a ingestão de proteínas é superior a 50%. Mais de 500 milhões de pessoas nos países em desenvolvimento dependem, direta ou indiretamente, da pesca e da aquicultura para sua subsistência - a aquicultura é o sistema de produção de alimentos que mais cresce no mundo, com um aumento de 7% ao ano, e os produtos de peixe estão entre os alimentos mais comercializados, com mais de 37% (em volume) da produção mundial comercializada internacionalmente.
As atividades humanas também aumentam o impacto das mudanças climáticas. A atividade humana tem sido associada aos níveis de nutrição dos lagos, cujos altos níveis estão correlacionados ao aumento da vulnerabilidade às mudanças climáticas. O excesso de nutrientes nos corpos d'água, ou eutrofização, pode resultar em um maior crescimento de algas e plantas, o que pode ser prejudicial aos seres humanos, às comunidades aquáticas e até mesmo aos pássaros.
A mudança climática também terá um impacto sobre a pesca recreativa e a pesca comercial, pois as mudanças na distribuição podem levar a alterações nos locais de pesca populares, mudanças econômicas nas comunidades pesqueiras e maior acessibilidade à pesca no Norte.

## Adaptação
Espera-se que a mudança de temperatura e a diminuição do oxigênio ocorram muito rapidamente para que haja uma adaptação eficaz das espécies afetadas. Os peixes podem migrar para lugares mais frios, mas nem sempre há locais adequados para a desova.
Várias agências internacionais, incluindo o Banco Mundial e a Organização para Alimentação e Agricultura, têm programas para ajudar os países e as comunidades a se adaptarem ao aquecimento global, por exemplo, desenvolvendo políticas para melhorar a resiliência dos recursos naturais, por meio de avaliações de risco e vulnerabilidade, aumentando a conscientização sobre os impactos das mudanças climáticas e fortalecendo as principais instituições, como os sistemas de previsão do tempo e de alerta precoce. O Relatório de Desenvolvimento Mundial [en] de 2010 - Desenvolvimento e Mudanças Climáticas, Capítulo 3, mostra que a redução do excesso de capacidade das frotas pesqueiras [en] e a reconstrução dos estoques de peixes [en] podem melhorar a resistência às mudanças climáticas e aumentar os retornos econômicos da pesca de captura marinha em US$ 50 bilhões por ano, além de reduzir as emissões de GEE das frotas pesqueiras. Consequentemente, a remoção dos subsídios ao combustível para a pesca pode ter um duplo benefício, reduzindo as emissões e a pesca excessiva.
O investimento em aquicultura sustentável pode amortecer o uso da água na agricultura e, ao mesmo tempo, produzir alimentos e diversificar as atividades econômicas. Os biocombustíveis de algas também apresentam potencial, pois as algas podem produzir de 15 a 300 vezes mais óleo por acre do que as culturas convencionais, como colza, soja ou pinhão-manso, e as algas marinhas não exigem água doce escassa. Programas como o Coral Reef Targeted Research (Pesquisa direcionada para recifes de coral), financiado pelo Fundo Global para o Meio Ambiente (FGMA), oferecem orientação sobre a criação de resiliência e a conservação dos ecossistemas de recifes de coral, enquanto seis países do Pacífico recentemente assumiram um compromisso formal de proteger os recifes em um hotspot de biodiversidade - o Triângulo de Coral.
Os custos e benefícios da adaptação são essencialmente locais ou nacionais, enquanto os custos da mitigação são essencialmente nacionais e os benefícios são globais. Algumas atividades geram benefícios tanto de mitigação quanto de adaptação, por exemplo, a restauração de florestas de mangue pode proteger as linhas costeiras contra a erosão e fornecer áreas de reprodução para peixes, além de sequestrar carbono.

## Pesca predatória

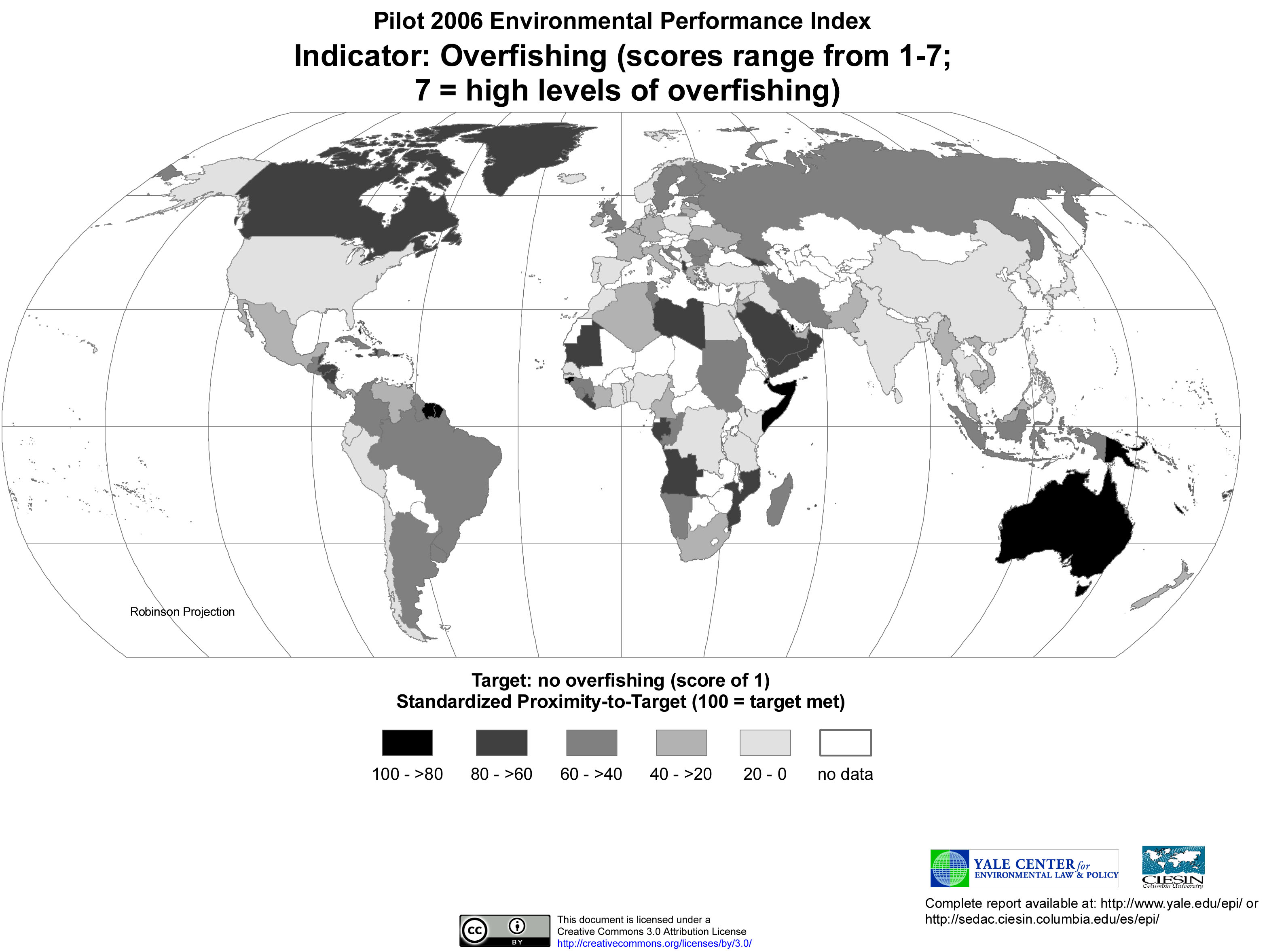
Pesca predatória (Índice Piloto de Desempenho Ambiental de 2006)

Embora haja um declínio da pesca devido à mudança climática, uma causa relacionada a essa diminuição é a pesca excessiva. A pesca excessiva exacerba os efeitos da mudança climática ao criar condições que tornam a população pesqueira mais sensível às mudanças ambientais. Estudos mostram que o estado do oceano está causando o colapso da pesca e, em áreas onde a pesca ainda não entrou em colapso, a quantidade de pesca excessiva que é feita está tendo um impacto significativo no setor. A pesca destrutiva e insustentável afeta a biodiversidade. A minimização da pesca excessiva e da pesca destrutiva aumentará a resistência do oceano à mudança climática, mitigando assim a mudança climática.